# Качор, Томаш
То́маш Ка́чор (пол. Tomasz Kaczor; род. 4 августа 1989, Познань) — польский гребец-каноист, выступает за сборную Польши с 2012 года. Победитель Европейских игр 2019 года. Участник летних Олимпийских игр в Лондоне, серебряный и дважды бронзовый призёр чемпионатов Европы, двукратный бронзовый призёр летней Универсиады в Казани, победитель многих регат национального и международного значения.

## Биография
Томаш Качор родился 4 августа 1989 года в городе Познань Великопольского воеводства. Активно заниматься греблей начал с раннего детства, проходил подготовку в местном спортивном клубе «Варта».
Благодаря череде удачных выступлений удостоился права защищать честь страны на летних Олимпийских играх 2012 года в Лондоне — вместе с напарником Марцином Гжибовским в двойках на тысяче метрах пробился в финал и показал в решающем заезде девятый результат.
Первого серьёзного успеха на взрослом международном уровне добился в 2013 году, когда попал в основной состав польской национальной сборной и побывал на чемпионате Европы в португальском городе Монтемор-у-Велью, откуда привёз награду бронзового достоинства, выигранную в зачёте двухместных каноэ на дистанции 500 метров. Будучи студентом, принял участие в летней Универсиаде в Казани, где стал бронзовым призёром в двойках на пятистах и тысяче метрах.
Год спустя на европейском первенстве в немецком Бранденбурге Качор вновь выиграл бронзовую медаль в полукилометровой программе каноэ-двоек. Ещё через год на аналогичных соревнованиях в чешском Рачице завоевал серебро в одиночках на тысяче метрах.